# The Scarlet Letter (1995)
The Scarlet Letter is een Amerikaanse dramafilm uit 1995 geregisseerd door Roland Joffé met in de hoofdrol Demi Moore en Gary Oldman. De film is gebaseerd op het boek The Scarlet Letter van Nathaniel Hawthorne.

## Verhaal
Een dominee en een gehuwde vrouw beginnen een affaire in een puriteinse samenleving.

## Rolverdeling
| Acteur             | Personage                         |
| ------------------ | --------------------------------- |
| Demi Moore         | Hester Prynne                     |
| Gary Oldman        | Rev. Arthur Dimmesdale            |
| Robert Duvall      | Roger Prynne/ Roger Chillingworth |
| Edward Hardwicke   | John Bellingham                   |
| Lisa Joliffe-Andoh | Mituba                            |
| Robert Prosky      | Horace Stonehall                  |
| Roy Dotrice        | Rev. Thomas Cheever               |
| Joan Plowright     | Harriet Hibbons                   |

## Muziek
De filmmuziek werd gecomponeerd door John Barry.

## Ontvangst
De film wist slechts iets meer dan 10 miljoen dollar van zijn budget van 50 miljoen dollar terug te verdienen. De film was genomineerd voor zeven Razzies en won de prijs voor slechtste remake of sequel.